# Рампин (Верона)
Рампин је насеље у Италији у округу Верона, региону Венето.
Према процени из 2011. у насељу је живело 118 становника. Насеље се налази на надморској висини од 10 м.